# Gabrielle Oberhänsli-Widmer
Gabrielle Oberhänsli-Widmer (* 16. Juni 1957 in Menziken, Schweiz) ist Professorin für Judaistik an der Albert-Ludwigs-Universität Freiburg.

## Leben
Nach einer Ausbildung zur Primarlehrerin lehrte Gabrielle Oberhänsli-Widmer an der Gesamtschule Kallern, an verschiedenen Realschulen und am Literargymnasium Rämibühl in Zürich.
Sie studierte französische und hebräische Sprache und Literatur in Zürich, Florenz, Avignon, Lausanne und Luzern und schloss 1984 mit dem Lizenziat in Zürich ab. 1988 promovierte sie in Zürich. Danach studierte sie an der Hebräischen Universität in Jerusalem. Sie arbeitete als Lektorin für Hebräisch, war Lehrbeauftragte für mittelalterliche französische Literatur und Oberassistentin für allgemeine Religionsgeschichte. Oberhänsli-Widmer wurde 1996 in Zürich habilitiert.
An der Universität Zürich lehrte sie als Titularprofessorin für jüdische Religionsgeschichte. Nach einer Gastprofessur an der Friedrich-Schiller-Universität Jena auf dem Gebiet Judaistik von 1999 bis 2000 und einer Tätigkeit auf diesem Gebiet als Gastreferentin an der Universität Bern in den Jahren 2003 und 2004 wurde sie im Jahr 2004 an der Albert-Ludwigs-Universität Freiburg Professorin für Judaistik.
Gabrielle Oberhänsli-Widmer ist bei den Fachzeitschriften Judaica und Kirche und Israel Redaktionsmitglied.
Außerdem arbeitet sie im Vorstand der Jüdisch-Christlichen Arbeitsgemeinschaft im Kanton Zürich mit.

## Schriften (Auswahl)
- La complainte funèbre du haut moyen âge français et occitan. A. Francke, Bern 1989, ISBN 3-7720-1675-8 (Dissertation).
- Biblische Figuren in der rabbinischen Literatur. Gleichnisse und Bilder zu Adam, Noah und Abraham im Midrasch Bereschit Rabba (= udaica et Christiana. Bd. 17). P. Lang, Bern 1998, ISBN 3-906759-66-0 (Habilitationsschrift).
- Hiob in jüdischer Antike und Moderne. Die Wirkungsgeschichte Hiobs in der jüdischen Literatur. Neukirchener, Neukirchen-Vluyn 2003, ISBN 3-7887-1945-1.
- Bilder vom Bösen im Judentum: Von der Hebräischen Bibel inspiriert, in jüdischer Literatur weitergedacht. Neukirchener Theologie, Neukirchen-Vluyn 2013, ISBN 978-3-7887-2671-3.
- Stefan Heym Ahasver (1981), Kirche und Israel : KuI ; Neukirchener theologische Zeitschrift 23 (2008), S. 166–177,